# Zygmunt Strusiewicz
Zygmunt Strusiewicz (ur. ok. 1838, zm. 15 czerwca 1895 we Lwowie) – polski agronom, dyrektor Szkoły Rolniczej w Dublanach.
Ukończył Szkołę Rolniczą w Dublanach, potem był na niej wykładowcą nauk rolniczych i docentem prywatnym. W latach 1868–1878 był także jej dyrektorem. Był docentem prywatnym Szkoły Politechnicznej we Lwowie, gdzie wykładał m.in. encyklopedię nauk rolniczych.  W latach 1891–1895 członek Towarzystwa Politechnicznego we Lwowie. Nauczyciel w szkole rolniczej w Czernichowie, gdzie prowadził zajęcia z rolnictwa, ustaw agrarnych, administracji, rachunkowości i statystyki rolnej. Uczestniczył w akcji odczytowej Stowarzyszenia Wzajemnej Pomocy Rękodzielników we Lwowie (1865-1866).
Referent spraw rolniczych Wydziału Krajowego. Członek i działacz Galicyjskiego Towarzystwa Gospodarskiego, członek jego Komitetu (18 czerwca 1870 - 20 czerwca 1871, 24 czerwca 1878 - 10 lipca 1883).

## Odznaczenia
W 1877 został odznaczony Krzyżem Kawalerskim Orderu Franciszka Józefa.